# Alessandro Annoni
Carlo Alessandro Annoni, V conte di Cerro Pieve San Giuliano (Milano, 1770 – Milano, 28 luglio 1825), è stato un politico italiano.

## Biografia

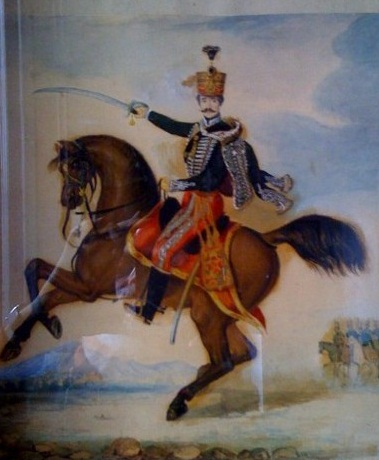
Alessandro Annoni in uniforme da granatiere napoleonico in una miniatura su ceramica d'inizio Ottocento

Appartenente ad un'antica famiglia nobile patrizia di Milano, Alessandro Annoni era l'unico figlio maschio del conte Giovanni Pietro e di sua moglie, la nobildonna genovese Giulia Pallavicino, discendente dal doge Andrea Spinola. Nacque nel palazzo milanese della famiglia, in Corso di Porta Romana. Tramite la bisnonna paterna Teopista Mosca, era imparentato col noto poeta Giacomo Leopardi.
Ottenuti i titoli nobiliari della sua casata alla morte del padre, nel 1792 venne nominato Ciambellano dell'imperatore come duca di Milano. In seguito fu tra i nobili che entrarono nell'amministrazione della Repubblica Italiana napoleonica sotto l'egida del vicepresidente Francesco Melzi d'Eril ad inizio Ottocento. Ricco proprietario terriero del neonato Dipartimento d'Olona, ne divenne rappresentante dei possidenti alla Consulta di Lione. Nel 1804 avviò la costruzione di una maestosa residenza monumentale a Cuggiono come sua villa di campagna, affidandone il progetto al celebre architetto Leopold Pollack. Nel 1809 venne insignito del titolo di commendatore dell'Ordine della Corona Ferrea e fu Ciambellano del viceré Eugenio di Beauharnais, dal quale venne nominato conte del Regno d'Italia con lettera patente dell'11 ottobre 1810 (Arma napoleonica: Inquartato: al primo franco, di rosso con un portico d'oro: al secondo, d'azzurro con un castello d'argento: al terzo, d'argento con una cicogna posata: al quarto, di rosso con un capriolo gemellato d'argento) e per il quale predispose come maestro di cappella il compositore Bonifazio Asioli.  Nel 1810 acquistò dall'Ospedale Maggiore di Milano le cascine Chiappana e Chiappanella poste ad Abbiategrasso. Dopo la caduta del regime napoleonico, Annoni rimase sempre fedele alla causa bonapartista ma per rientrare in pieno possesso dei propri beni e dei propri titoli dovette rinunciare al riconoscimento del titolo di conte napoleonico e sottomettersi alla restaurazione austriaca.
Fu amico del medico chirurgo Pietro Moscati che, alla sua morte, gli lasciò in dono la collezione delle sue "macchine fisiche".
Sofferente da tempo di eritemi, di epilessia nonché di problemi di circolazione e cerebrali, morì a Milano il 28 luglio 1825 alle 9 di mattina. I funerali si svolsero nella Basilica di San Nazaro in Brolo a Milano. Fu sepolto al cimitero di Porta Romana, non più esistente, in un monumento definito fra i più grandi dei cimiteri milanesi ed eretto dall'architetto Canonica.

## Matrimonio e figli

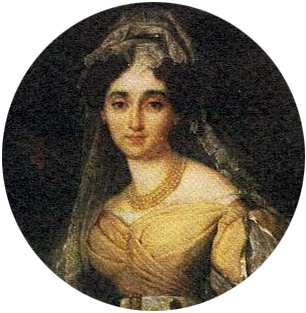
Donna Leopoldina Cicogna Mozzoni dei Conti Terdobbiate, in seconde nozze sposò il conte von Berg

Alessandro Annoni sposò a Milano il 7 luglio 1803 la contessa Leopoldina Cicogna Mozzoni, poi dama della viceregina Augusta. Questa era figlia del conte Francesco Leopoldo Cicogna Mozzoni e della nobildonna Teresa Marliani. La coppia ebbe un solo figlio, Francesco (1804-1872), che sposò Chiara Severino Longo e fu generale del periodo risorgimentale.
Alla morte di Alessandro Annoni, la moglie si risposerà col conte Friedrich Wilhelm von Berg, generale polacco al servizio dell'Impero russo, dal quale però non avrà figli.

## Araldica
| Stemma | Descrizione                                                        | Blasonatura |
|        | Alessandro Annoni Conte (1796-1810; 1815-1825)                     | D'oro al castello di rosso, alla ghibellina, sostenente una colomba d'argento; col capo d'oro, carico di un'aquila di nero, coronata del campo. Corona da conte.                                             |
| \| \|  | Alessandro Annoni Conte del Regno napoleonico d'Italia (1810-1815) | D'oro al castello di rosso, alla ghibellina, sostenente una colomba d'argento; col capo d'oro, carico di un'aquila di nero, coronata del campo. Ornamenti esteriori da conte del Regno napoleonico d'Italia. |
|        |                                                                    | |

## Ascendenza[3]
|                                                                |                                                         |                                                    | Genitori                                           |  |  | Nonni |  |  | Bisnonni               |  |  | Trisnonni                                         |  |
|                                                                |                                                         |                                                    |                                                    |  |  |       |  |  | Giovanni Pietro Annoni |  |  | Carlo Annoni, I conte di Cerro Pieve San Giuliano |  |
|                                                                |                                                         |                                                    |                                                    |  |  |       |  |  | Giovanni Pietro Annoni |  |  | Carlo Annoni, I conte di Cerro Pieve San Giuliano |  |
|                                                                |                                                         | Maria Alvarado Velasco                             |                                                    |  |  |       |  |  | Giovanni Pietro Annoni |  |  |                                                   |  |
| Carlo Giuseppe Annoni, II conte di Cerro Pieve San Giuliano    |                                                         |                                                    |                                                    |  |  |       |  |  | Giovanni Pietro Annoni |  |  |                                                   |  |
|                                                                |                                                         | Teopista Mosca                                     | Carlo Mosca                                        |  |  |       |  |  |                        |  |  |                                                   |  |
|                                                                |                                                         | Teopista Mosca                                     | Carlo Mosca                                        |  |  |       |  |  |                        |  |  |                                                   |  |
|                                                                |                                                         | Teopista Mosca                                     | Ippolita Greppi                                    |  |  |       |  |  |                        |  |  |                                                   |  |
| Giovanni Pietro Annoni, III conte di Cerro Pieve San Giuliano  |                                                         | Teopista Mosca                                     |                                                    |  |  |       |  |  |                        |  |  |                                                   |  |
|                                                                |                                                         | Galeazzo Visconti di Fontaneto, conte di Fontaneto | Giovanni Visconti di Fontaneto, conte di Fontaneto |  |  |       |  |  |                        |  |  |                                                   |  |
|                                                                |                                                         | Galeazzo Visconti di Fontaneto, conte di Fontaneto | Giovanni Visconti di Fontaneto, conte di Fontaneto |  |  |       |  |  |                        |  |  |                                                   |  |
|                                                                |                                                         | Galeazzo Visconti di Fontaneto, conte di Fontaneto | Vittoria Trussi                                    |  |  |       |  |  |                        |  |  |                                                   |  |
| Maria Anna Visconti di Fontaneto                               |                                                         | Galeazzo Visconti di Fontaneto, conte di Fontaneto |                                                    |  |  |       |  |  |                        |  |  |                                                   |  |
|                                                                |                                                         | Anna Domitilla Agostini                            | …                                                  |  |  |       |  |  |                        |  |  |                                                   |  |
|                                                                |                                                         | Anna Domitilla Agostini                            | …                                                  |  |  |       |  |  |                        |  |  |                                                   |  |
|                                                                |                                                         | Anna Domitilla Agostini                            | …                                                  |  |  |       |  |  |                        |  |  |                                                   |  |
| Alessandro Annoni, IV conte di Cerro Pieve San Giuliano        |                                                         | Anna Domitilla Agostini                            |                                                    |  |  |       |  |  |                        |  |  |                                                   |  |
|                                                                | Felice Andrea Pallavicini, conte di Castellazzo Bormida | Ottavio Pallavicini, conte di Castellazzo Bormida  |                                                    |  |  |       |  |  |                        |  |  |                                                   |  |
|                                                                | Felice Andrea Pallavicini, conte di Castellazzo Bormida | Ottavio Pallavicini, conte di Castellazzo Bormida  |                                                    |  |  |       |  |  |                        |  |  |                                                   |  |
|                                                                | Felice Andrea Pallavicini, conte di Castellazzo Bormida | Giovanna Spinola                                   |                                                    |  |  |       |  |  |                        |  |  |                                                   |  |
| Giovanni Battista Pallavicini, marchese di Castellazzo Bormida | Felice Andrea Pallavicini, conte di Castellazzo Bormida |                                                    |                                                    |  |  |       |  |  |                        |  |  |                                                   |  |
|                                                                |                                                         | Isabella Doria di Tacina                           | Ignazio Doria, barone di Tacina                    |  |  |       |  |  |                        |  |  |                                                   |  |
|                                                                |                                                         | Isabella Doria di Tacina                           | Ignazio Doria, barone di Tacina                    |  |  |       |  |  |                        |  |  |                                                   |  |
|                                                                |                                                         | Isabella Doria di Tacina                           | Maddalena Lomellini                                |  |  |       |  |  |                        |  |  |                                                   |  |
| Giulia Pallavicini                                             |                                                         | Isabella Doria di Tacina                           |                                                    |  |  |       |  |  |                        |  |  |                                                   |  |
|                                                                |                                                         | …                                                  | …                                                  |  |  |       |  |  |                        |  |  |                                                   |  |
|                                                                |                                                         | …                                                  | …                                                  |  |  |       |  |  |                        |  |  |                                                   |  |
|                                                                |                                                         | …                                                  | …                                                  |  |  |       |  |  |                        |  |  |                                                   |  |
| Anna de Motres                                                 |                                                         | …                                                  |                                                    |  |  |       |  |  |                        |  |  |                                                   |  |
|                                                                |                                                         | …                                                  | …                                                  |  |  |       |  |  |                        |  |  |                                                   |  |
|                                                                |                                                         | …                                                  | …                                                  |  |  |       |  |  |                        |  |  |                                                   |  |
|                                                                |                                                         | …                                                  | …                                                  |  |  |       |  |  |                        |  |  |                                                   |  |
|                                                                |                                                         | …                                                  |                                                    |  |  |       |  |  |                        |  |  |                                                   |  |